# Liste der Biografien/Hand
Liste der Biografien |
Portal Biografien |
Personensuche
# |
A |
B |
C |
D |
E |
F |
G |
H |
I |
J |
K |
L |
M |
N |
O |
P |
Q |
R |
S |
T |
U |
V |
W |
X |
Y |
Z |
?
 
Ha |
Hd |
He |
Hi |
Hj |
Hk |
Hl |
Hm |
Hn |
Ho |
Hr |
Hs |
Ht |
Hu |
Hv |
Hw |
Hy
 
Haa |
Hab |
Hac |
Had |
Hae–Haf |
Hag |
Hah |
Hai |
Haj |
Hak |
Hal |
Ham |
Han |
Hao |
Hap |
Haq |
Har |
Has |
Hat |
Hau |
Hav |
Haw |
Hax |
Hay |
Haz
 
Hana |
Hanb |
Hanc |
Hand |
Hane |
Hanf |
Hang |
Hanh |
Hani |
Hanj |
Hank |
Hanl |
Hanm |
Hann |
Hano |
Hanp |
Hanq |
Hanr |
Hans |
Hant |
Hanu |
Hanv |
Hanw |
Hanx |
Hany |
Hanz
Die Liste der Biografien führt alle Personen auf, die in der deutschsprachigen Wikipedia einen Artikel haben. Dieses ist eine Teilliste mit 267 Einträgen von Personen, deren Namen mit den Buchstaben „Hand“ beginnt.

## Hand
- Hand, Anna (1911–1987), österreichische Widerstandskämpferin und KPÖ-Funktionärin
- Hand, Augustus C. (1803–1878), US-amerikanischer Jurist und Politiker
- Hand, David (1900–1986), US-amerikanischer Animator, Filmregisseur und Filmproduzent
- Hand, Edward (1744–1802), US-amerikanischer Politiker
- Hand, Elizabeth (* 1957), US-amerikanische Science-Fiction- und Fantasy-Autorin
- Hand, Ferdinand Gotthelf (1786–1851), deutscher klassischer Philologe
- Hand, George H. (1837–1891), US-amerikanischer Jurist, Soldat und Politiker
- Hand, Iver (* 1941), deutscher Mediziner und Experte für Angst- und Zwangsstörungen
- Hand, Jacqui (* 1999), neuseeländische Fußballspielerin
- Hand, James (1952–2020), US-amerikanischer Country-Musiker
- Hand, Joey (* 1979), US-amerikanischer Automobilrennfahrer
- Hand, John (1902–1967), kanadischer Ruderer
- Hand, Kelli (1964–2021), US-amerikanische Techno-Musikerin und DJ
- Hand, Learned (1872–1961), US-amerikanischer Richter und RechtsgelehrterLearned Hand (1872–1961)

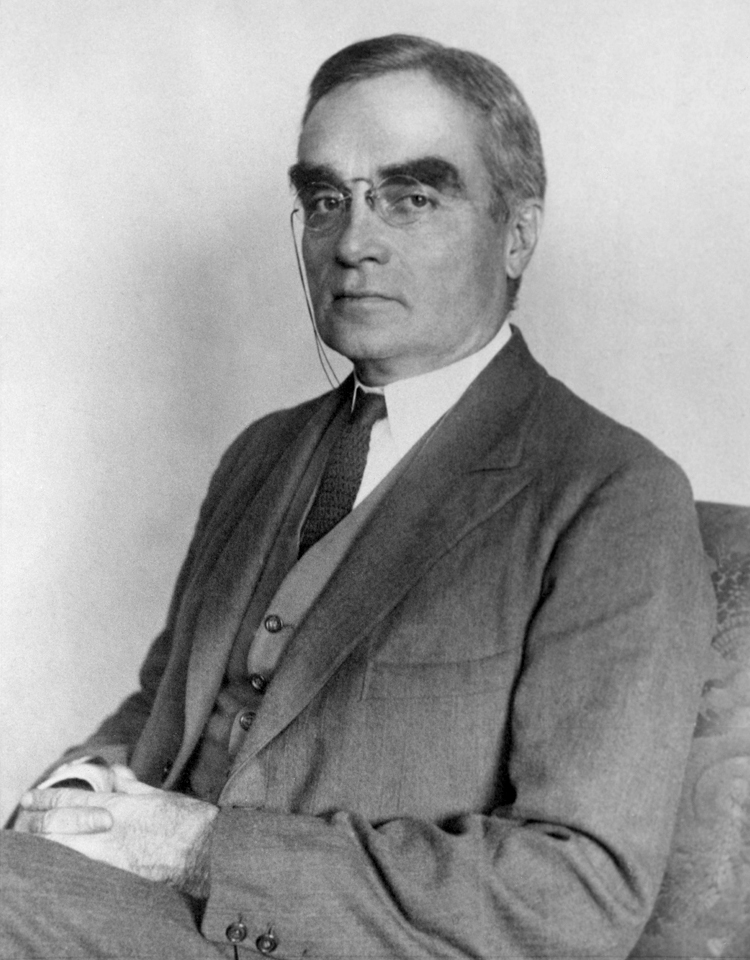
Learned Hand (1872–1961)

- Hand, Ralf (* 1964), deutscher Botaniker
- Hand, Suzanne J. (* 1955), australische Wirbeltierpaläontologin und Mammalogin
- Hand, T. Millet (1902–1956), US-amerikanischer Politiker
- Hand, Uwe (1952–2024), deutscher Maler, Hochschuldozent
- Hand, Willow (* 1998), US-amerikanisches ModelWillow Hand (* 1998)

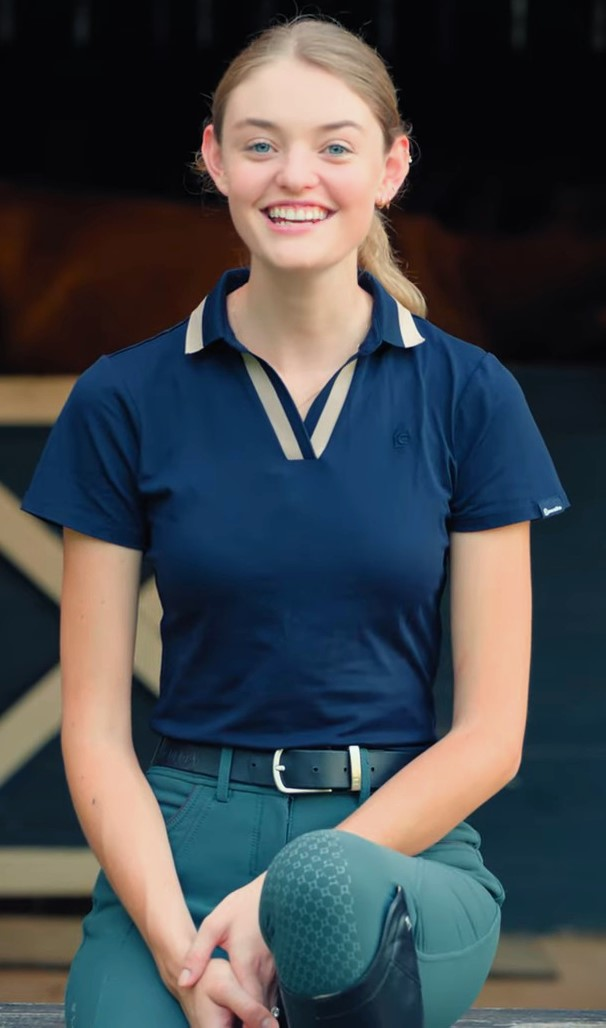
Willow Hand (* 1998)

### Handa
- Handa, Etsuko (* 1965), japanische Fußballspielerin
- Handa, Haruhisa (* 1951), japanischer Unternehmer, Philanthrop, Opernsänger, Nō-Darsteller und religiöser Führer
- Handa, Kōya (* 1998), japanischer Fußballspieler
- Handa, Riku (* 2002), japanischer Fußballspieler
- Handa, Takeshi (* 1985), japanischer Fußballspieler
- Handai, Masato (* 2002), japanischer Fußballspieler
- Hándal Vega, Erlinda (* 1951), salvadorianische Politikerin
- Handal, Farid (1936–1994), salvadorianischer Politiker
- Handal, Nathalie (* 1969), französisch-amerikanische Dichterin, Schriftstellerin und Dramatikerin
- Handal, Nils (1906–1992), norwegischer Politiker
- Handal, Schafik (1930–2006), salvadorianischer Politiker
- Handan Sultan († 1605), Gemahlin Mehmeds III. und Valide Sultan unter Sultan Ahmed I.
- Handanović, Jasmin (* 1978), slowenischer Fußballtorhüter
- Handanović, Rasema (* 1972), bosnischer Militär, Soldatin und Kriegsverbrecherin
- Handanovič, Samir (* 1984), slowenischer Fußballtorhüter
- Handayani, Lilies (* 1965), indonesische Bogenschützin

### Hande
- Hande, Ronald (* 1977), deutscher Politiker (Die Linke), MdL
- Händel, Bernd (* 1956), fränkischer Büttenredner, Stimmenimitator, Moderator und Entertainer
- Handel, Christian (* 1978), deutscher Fantasy-Schriftsteller und Moderator
- Händel, Christoph Christian (1671–1734), evangelischer Theologe
- Handel, Clarissa (* 1979), deutsche Schauspielerin
- Handel, Erasmus von (1860–1928), österreichischer Beamter und Politiker, Landtagsabgeordneter
- Händel, Erich (1909–1943), deutscher Radrennfahrer
- Handel, Franz von (1837–1915), deutscher Gutsbesitzer und Abgeordneter
- Händel, Georg (1622–1697), deutscher Hofchirurg und Diener des wettinischen Herzogs Johann Adolf I. im Herzogtum Sachsen-Weißenfels
- Händel, Georg Friedrich (1685–1759), deutsch-britischer Komponist des BarockGeorg Friedrich Händel (1685–1759)

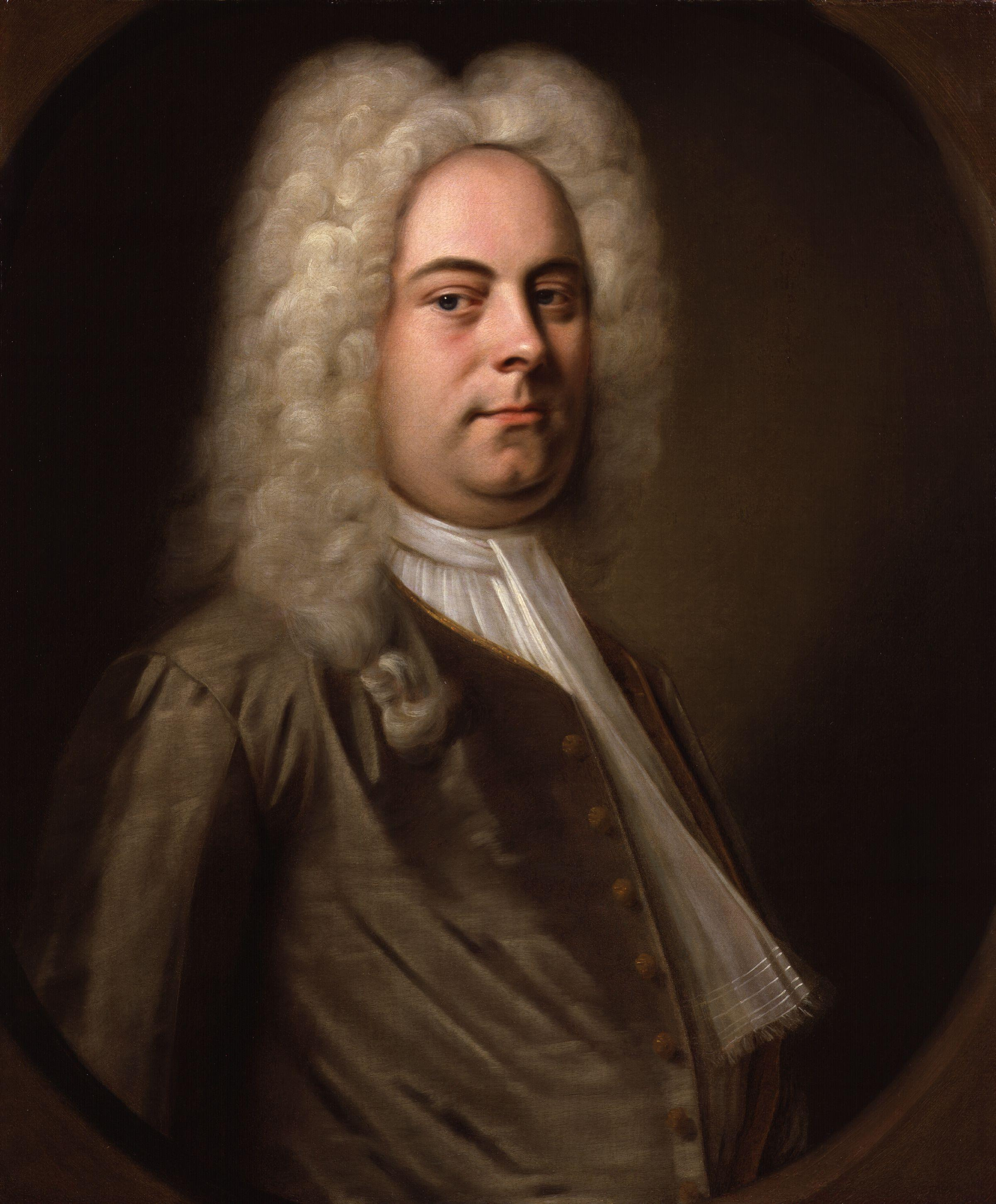
Georg Friedrich Händel (1685–1759)

- Händel, Gottfried (1644–1698), deutscher evangelischer Theologe und Lieddichter
- Handel, Gottfried (1929–1980), deutscher marxistischer Philosoph
- Händel, Gustav (1851–1914), deutscher Politiker (Nationalliberale Partei) und Bankier
- Handel, Johann Friedrich von (1769–1849), preußischer Verwaltungsjurist und Abgeordneter
- Handel, Kai (* 1966), deutscher Wissenschaftsmanager, Präsident der HTWG Konstanz
- Handel, Karen (* 1962), amerikanische Politikerin der Republikanischen Partei
- Händel, Konrad (1909–2003), deutscher Jurist und Autor
- Handel, Maximilian (1889–1966), österreichischer Gutsbesitzer und Politiker (ÖVP), Landtagsabgeordneter, Abgeordneter zum Nationalrat
- Händel, Paul (1927–2011), österreichischer Klassischer Philologe
- Handel, Rudolf (1821–1879), österreichischer Politiker
- Händel, Ruth († 2003), deutsche Sängerin
- Handel, Sigmund (1812–1887), österreichischer Politiker
- Händel, Thomas (* 1953), deutscher Gewerkschafter und Politiker (Die Linke), MdEP
- Händel, Tomás (* 2000), portugiesisch-österreichischer Fußballspieler
- Handel, Veronika (* 1979), deutsche Schauspielerin
- Händel, Willi (* 1930), deutscher Gitarrist und Mundartsänger
- Handel, Wolfram (1929–1987), deutscher Schauspieler
- Handel-Mazzetti, Enrica von (1871–1955), österreichische Dichterin und Literaturpreisträgerin
- Handel-Mazzetti, Heinrich von (1882–1940), österreichischer Botaniker
- Handel-Mazzetti, Viktor von (1844–1927), österreichischer Historiker
- Handeland, Lori (* 1961), US-amerikanische Autorin
- Händeler, Erik (* 1969), deutscher Wirtschaftsjournalist und Zukunftsforscher
- Handelman, Max (* 1973), US-amerikanischer Filmproduzent und Autor
- Handelmann, Heinrich (1827–1891), deutscher Historiker
- Handels, Tanja (* 1971), deutsche literarische Übersetzerin

### Handf
- Handford, Martin (* 1956), britischer Kinderbuchautor
- Handford, Peter (1919–2007), britischer Tontechniker

### Handg
- Handge, Gustav (* 1889), deutscher nationalsozialistischer Funktionär
- Handgrätinger, Thomas (* 1943), deutscher Ordensgeistlicher, emeritierter Generalabt der Prämonstratenser-Chorherren

### Handi
- Handiedan (* 1981), niederländische Collage-, Graffiti- und Streetart-Künstlerin
- Handig, Gerald (* 1963), österreichischer Politiker (ÖVP), Landtagsabgeordneter

### Handj
- Handjery, Nicolaus (1836–1900), preußischer Politiker, MdR

### Handk
- Handke, Amina (* 1969), österreichische Künstlerin, Filmemacherin und KuratorinAmina Handke (* 1969)

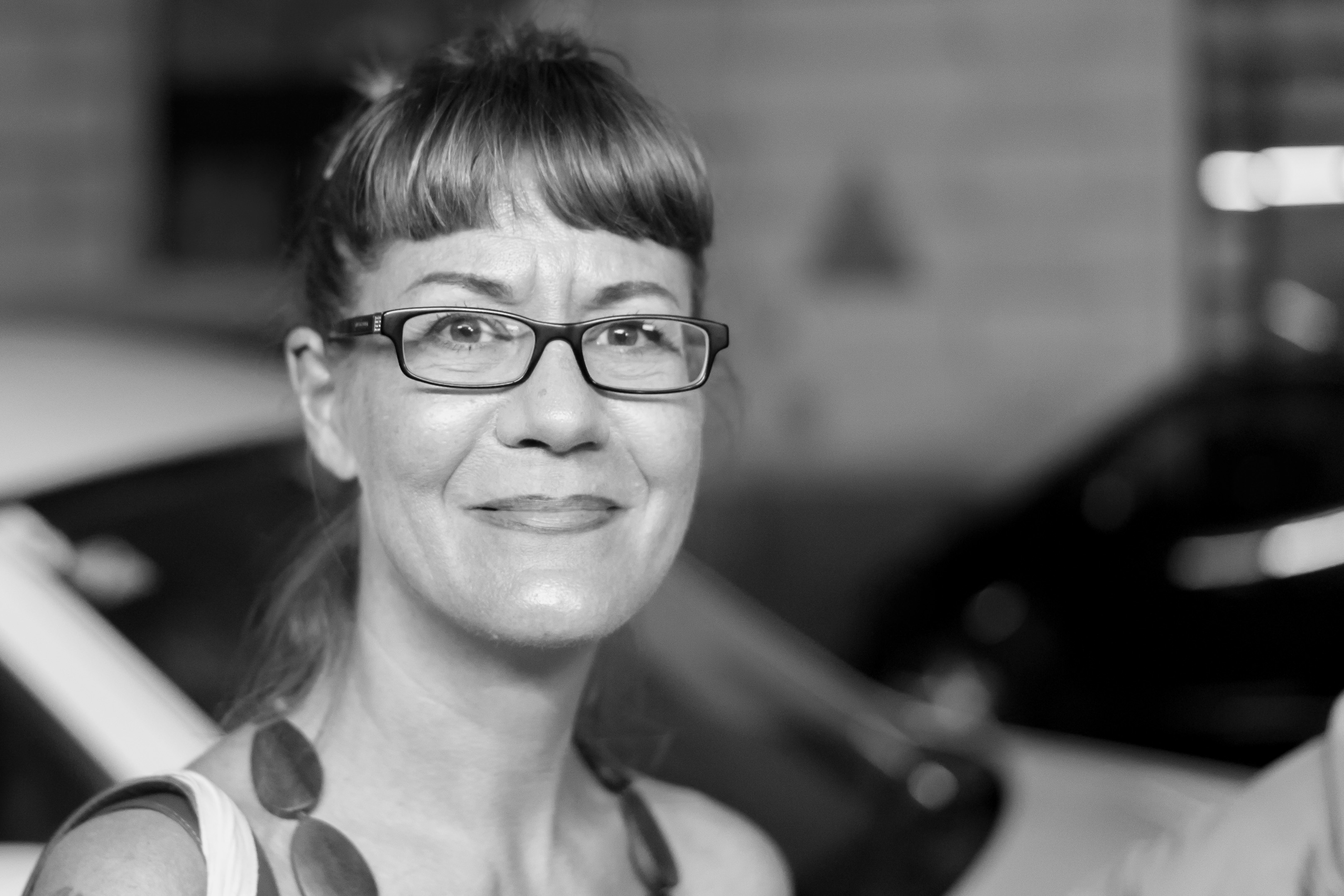
Amina Handke (* 1969)

- Handke, Christopher (* 1989), deutscher Fußballspieler
- Handke, Emmi (1902–1994), deutsche Politikerin (KPD, DFD), MdV, Generalsekretärin des Internationalen Lagerkomitees Ravensbrück
- Handke, Florian (* 1982), deutscher Schachspieler
- Handke, Georg Ulrich (1894–1962), deutscher Politiker (USPD, KPD, KAG, SED), MdV, Minister für Innerdeutschen Handel und Außenhandel
- Handke, Heinz (1927–2003), deutscher Militär, Offizier der NVA
- Handke, Johann Christoph (1694–1774), mährischer Barockmaler
- Handke, Jürgen (* 1954), deutscher Anglist
- Handke, Mirosław (1946–2021), polnischer Chemiker und Politiker
- Handke, Peter (* 1942), österreichischer Schriftsteller und ÜbersetzerPeter Handke (* 1942)

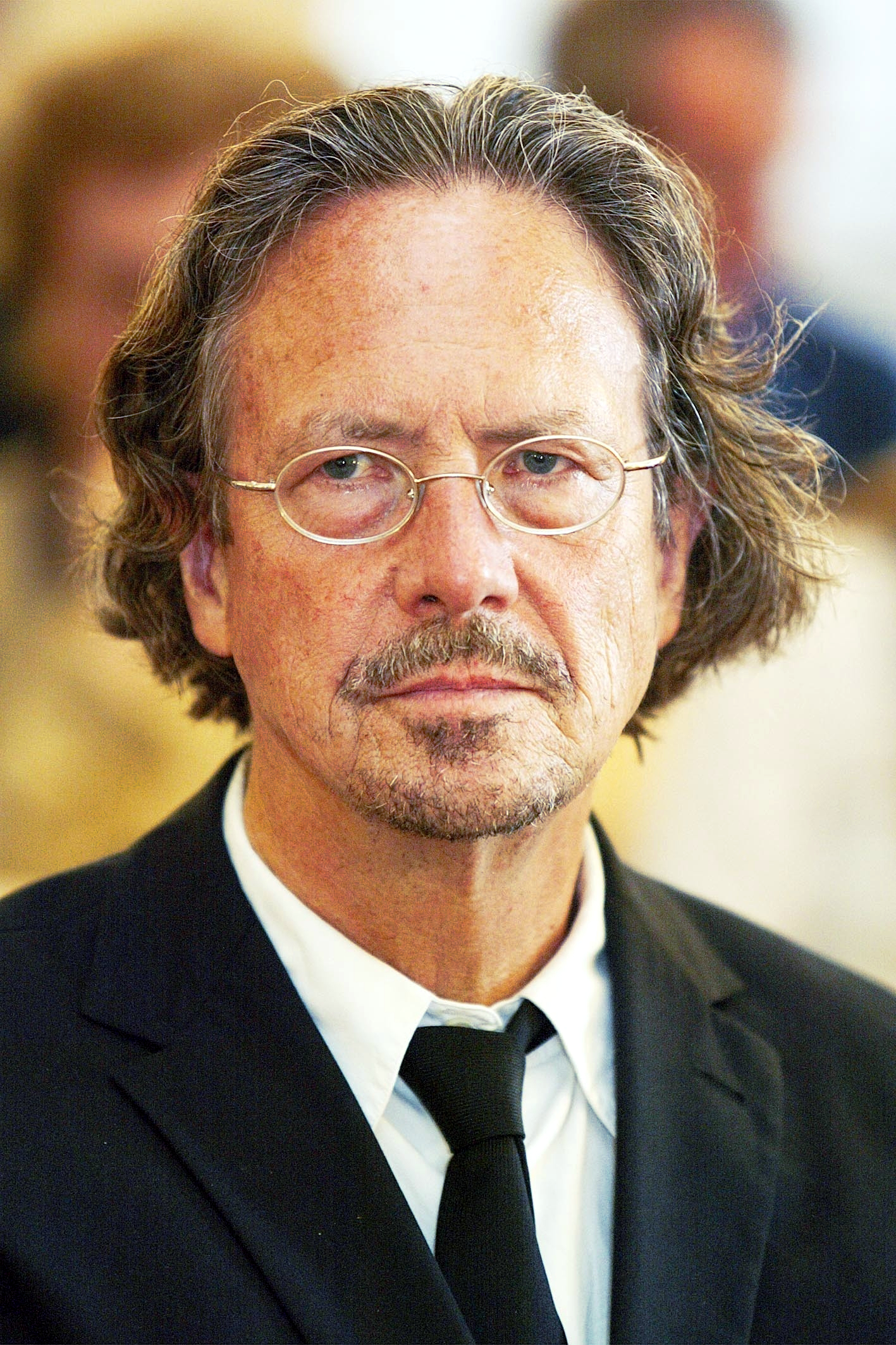
Peter Handke (* 1942)

- Handke, Rebecca (* 1986), deutsche Eiskunstläuferin

### Handl
- Handl, Alois (1837–1915), österreichischer Physiker
- Handl, Andreas (* 1979), österreichischer Fußballspieler
- Handl, Haimo L. (1948–2019), österreichischer Verleger und Schriftsteller
- Handl, Hans (1891–1975), österreichischer Politiker (SPÖ), Mitglied des Bundesrates
- Handl, Hellmut (1920–2012), österreichischer Chirurg und Künstler
- Handl, Irene (1901–1987), britische Schauspielerin bei Bühne und Film und eine Buchautorin
- Handl, Johannes (* 1998), österreichischer Fußballspieler
- Händl, Klaus (* 1969), österreichischer Filmschauspieler, Regisseur und Dramatiker
- Händl, Leonhard (* 1942), deutscher Mittelstreckenläufer und Sprinter
- Handl, Lisl (1917–1996), österreichisch-amerikanische Schauspielerin und Tänzerin
- Handl, Mario (* 1974), österreichischer Fußballspieler und Trainer
- Handl, Patrick (* 1987), deutscher Eishockeyspieler
- Handl, Willi (1872–1920), österreichisch-deutscher Schriftsteller und Theaterkritiker
- Handland, Dorothy (* 1705), englische Strafgefangene
- Handle, Albert (1931–2023), österreichischer Politiker (ÖVP), Landtagsabgeordneter
- Handle, Augustin (1774–1839), Abt des Stiftes Stams
- Händle, Christian (* 1965), deutscher Ruderer
- Händle, Roland (* 1967), deutscher Ruderer
- Handle, Simon (* 1993), deutscher Fußballspieler
- Händler, Andrea (* 1964), österreichische Kabarettistin und SchauspielerinAndrea Händler (* 1964)

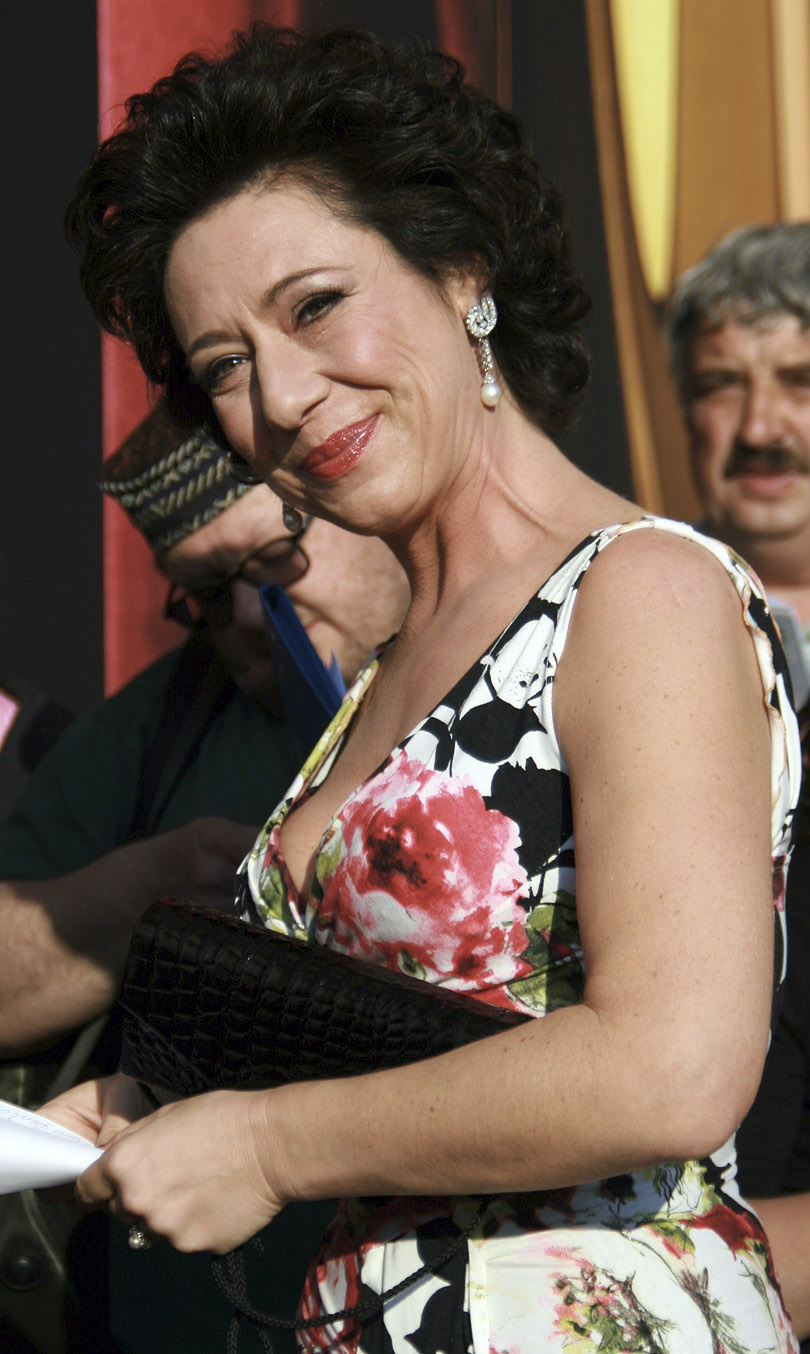
Andrea Händler (* 1964)

- Handler, Anna (* 1996), deutsche Dirigentin und Pianistin
- Handler, Chelsea (* 1975), US-amerikanische Komikerin und Schauspielerin
- Handler, Daniel (* 1970), US-amerikanischer Schriftsteller und Musiker
- Händler, Ernst-Wilhelm (* 1953), deutscher Unternehmer und Schriftsteller
- Handler, Evan (* 1961), US-amerikanischer SchauspielerEvan Handler (* 1961)

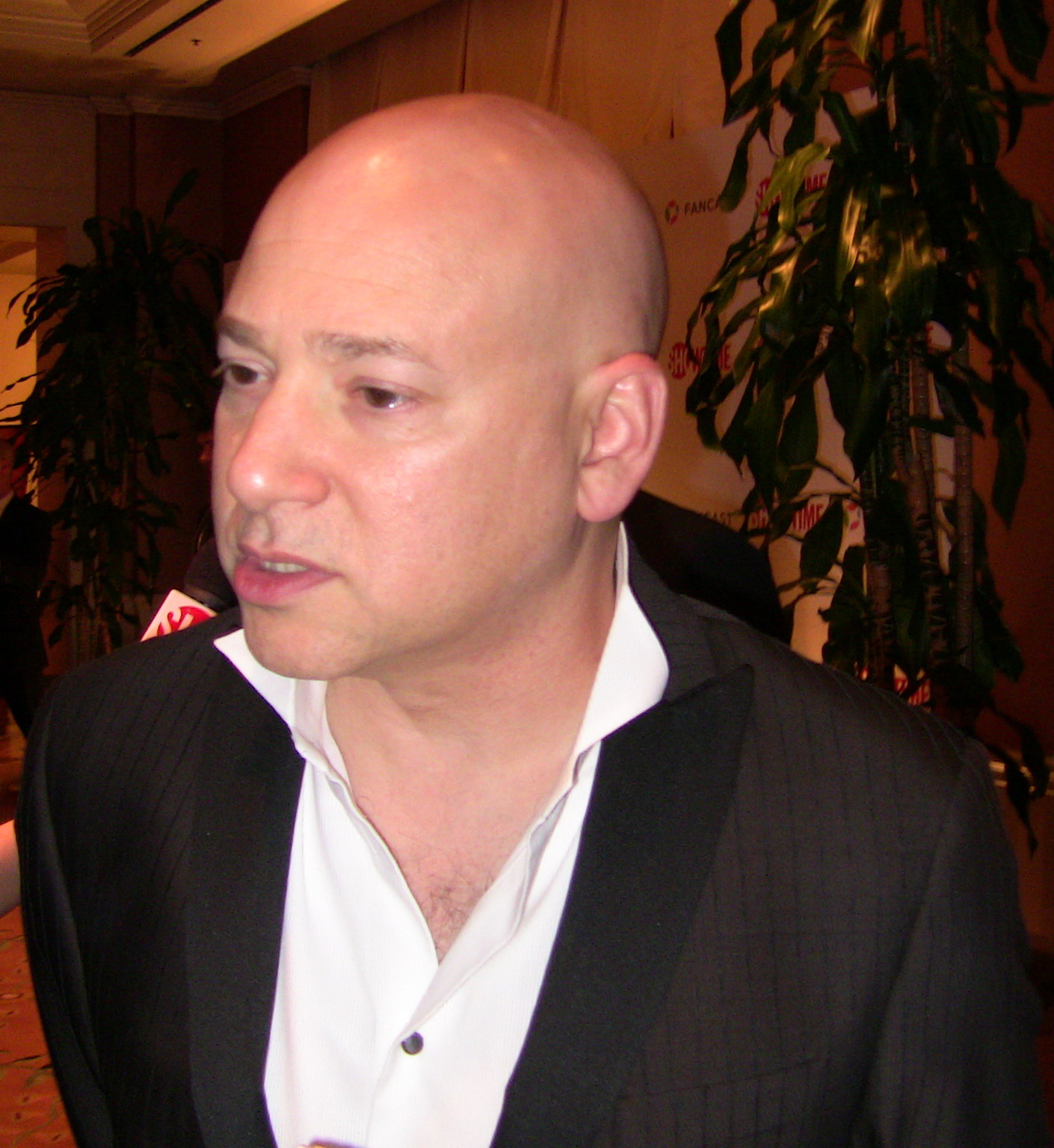
Evan Handler (* 1961)

- Handler, Georg (1908–1973), österreichischer Politiker, Landtagsabgeordneter
- Händler, Gerhard (* 1926), deutscher Fußballspieler
- Händler, Gerhard (1928–1953), deutscher Volkspolizist der DDR
- Handler, Gilbert (* 1972), österreichischer Musiker und Komponist
- Handler, Hermann (1882–1968), österreichischer Politiker (CSP), Landtagsabgeordneter
- Handler, Irma (1907–1995), deutsche Opernsängerin (Sopran) und Gesangspädagogin
- Handler, Josef (* 1927), österreichischer Politiker (SPÖ), Landtagsabgeordneter im Burgenland
- Handler, Jürgen (* 1977), österreichischer Politiker (FPÖ), Landtagsabgeordneter
- Handler, Klaus (* 1979), österreichischer Politiker (FPÖ, DAÖ), Landtagsabgeordneter
- Handler, Mårten (* 1975), schwedischer Skilangläufer und Biathlet
- Händler, Paul (1833–1903), deutscher Historienmaler
- Handler, Philip (1917–1981), US-amerikanischer Biochemiker
- Händler, Pia (* 1982), deutsche Schauspielerin
- Händler, Raphaela (* 1940), deutsche katholische Ordensschwester und Ärztin
- Händler, Rolf (* 1938), deutscher Maler
- Handler, Ruth (1916–2002), US-amerikanische UnternehmerinRuth Handler (1916–2002)

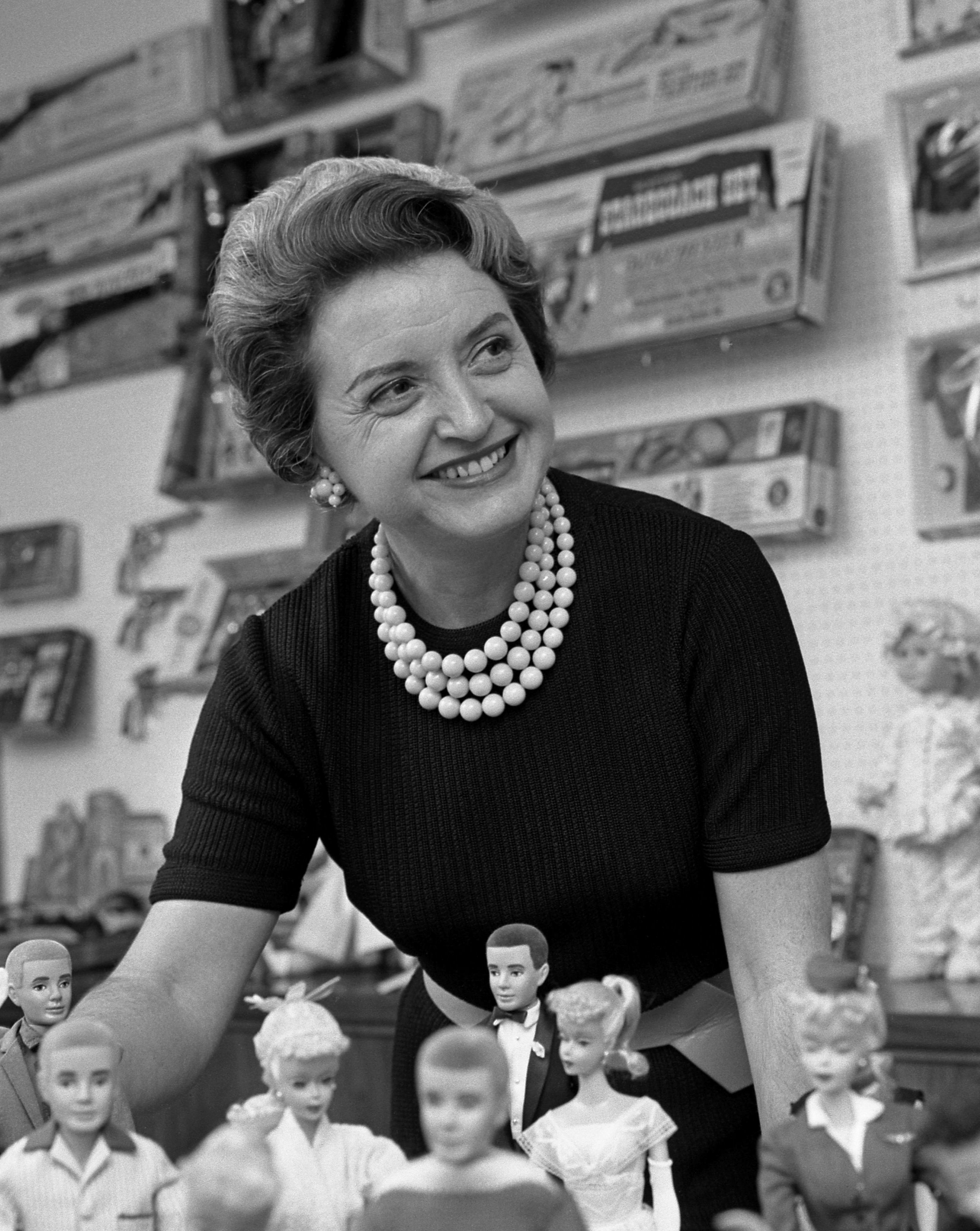
Ruth Handler (1916–2002)

- Handler, Sissy (* 1976), österreichische Sängerin, Songwriterin, Vocalcoach und Produzentin
- Händler, Stella (* 1962), Schweizer Filmproduzentin
- Händler, Willi (1902–1975), deutscher Rennrodler
- Händler, Wolfgang (1920–1998), deutscher Computerpionier, Informatiker und Hochschullehrer
- Handley, Charles (1898–1994), US-amerikanischer Tontechniker
- Handley, David (1932–2013), britischer Radrennfahrer
- Handley, Eric (1926–2013), britischer Klassischer Philologe und Papyrologe
- Handley, Frank (1910–1985), britischer Mittelstreckenläufer und Sprinter
- Handley, George (1752–1793), Gouverneur von Georgia
- Handley, Harold W. (1909–1972), US-amerikanischer Politiker
- Handley, Joe (* 1943), kanadischer Politiker
- Handley, Louis (1874–1956), US-amerikanischer Schwimmer und Wasserballspieler
- Handley, Richard (* 1990), englischer Straßenradrennfahrer
- Handley, Ryan, australischer Schauspieler und Stuntman
- Handley, Scott (* 1975), englischer Squashspieler
- Handley, Taylor (* 1984), US-amerikanischer Schauspieler
- Handley, Terry (1952–2015), US-amerikanischer Astronom
- Handley, Vernon (1930–2008), englischer Dirigent
- Handley, Wal (1902–1941), britischer Motorrad- und Automobilrennfahrer
- Handley, William Anderson (1834–1909), US-amerikanischer Politiker
- Handlgruber, Veronika (1920–2003), österreichische Lyrikerin, Kinder- und Jugendbuchautorin
- Handlin, Oscar (1915–2011), US-amerikanischer Historiker und Autor
- Handling, Danny (* 1994), schottischer Fußballspieler
- Handlirsch, Anton (1865–1935), österreichischer Entomologe und Paläontologe
- Handloegten, Hendrik (* 1968), deutscher Filmregisseur und DrehbuchautorHendrik Handloegten (* 1968)

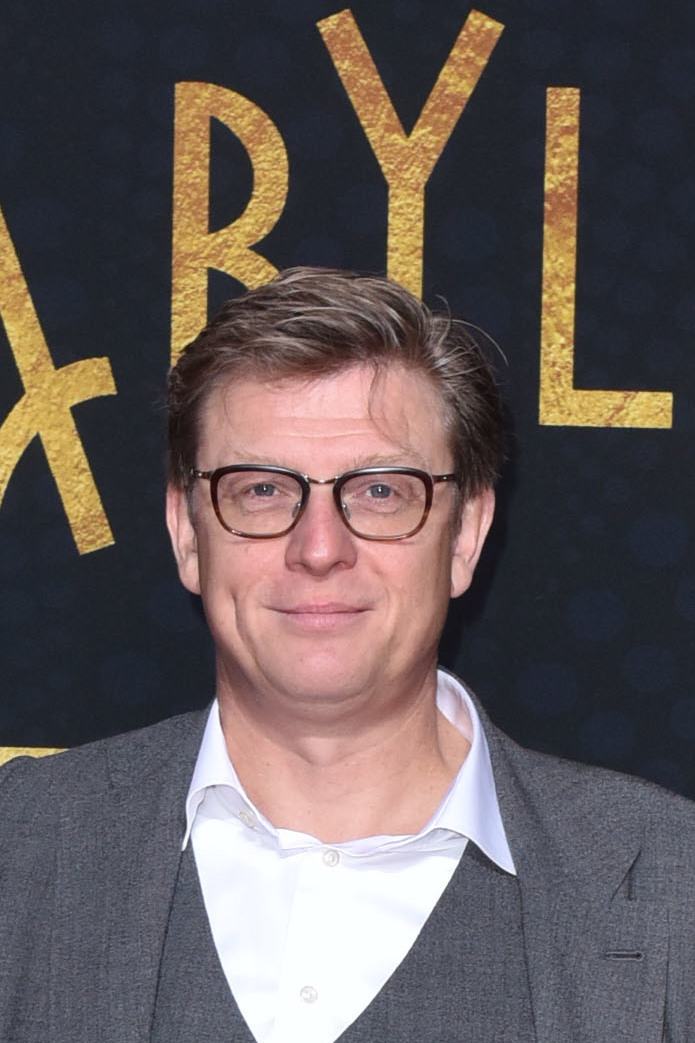
Hendrik Handloegten (* 1968)

- Handloik, Volker (1961–2001), deutscher Journalist, Kriegsberichterstatter und Musiker
- Handlos, Franz (1939–2013), deutscher Politiker (CSU, REP, FVP, FDP), MdL, MdB
- Handlos, Martha (1953–2017), österreichische Musikwissenschaftlerin und Hochschullehrerin
- Handlos, Peter (* 1974), österreichischer Politiker (FPÖ), Landtagsabgeordneter
- Handloser, Siegfried (1885–1954), deutscher Heeres-Sanitätsinspekteur und Chef des Wehrmachtsanitätswesens

### Handm
- Handman, Lou (1894–1956), amerikanischer Songwriter und Filmmusik-Komponist
- Handmann, Jakob Emanuel (1718–1781), Schweizer Maler
- Handmann, Richard (1840–1912), deutscher evangelischer Missionar
- Handmann, Rudolf (1841–1929), österreichischer Jesuit und Naturwissenschaftler
- Handmann, Uwe (* 1969), deutscher Ingenieur und Hochschullehrer (Neuroinformatik)

### Hando
- Handō, Kazutoshi (1930–2021), japanischer Journalist und Autor
- HandOfBlood (* 1992), deutscher Webvideoproduzent, Livestreamer, E-Sport-Moderator und UnternehmerHandOfBlood (* 1992)

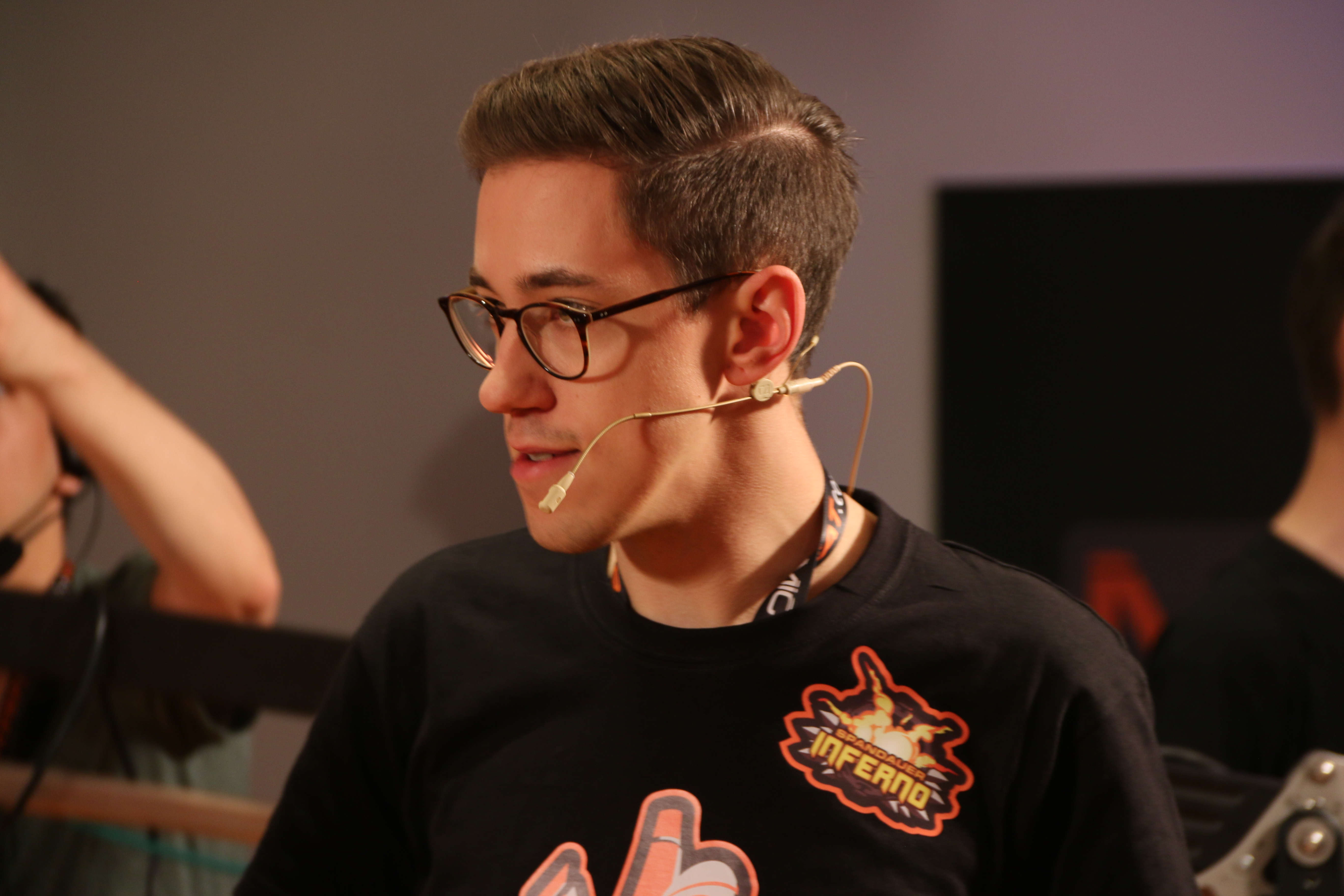
HandOfBlood (* 1992)

- Handojo, Stephanie (* 1991), indonesische Schwimmerin, Goldmedaillengewinnerin bei Special Olympics
- Handoko, Edhi (1960–2009), indonesischer Schachspieler
- Handorf, Adolf († 1965), österreichischer Fußballspieler
- Handorf, Greten (1880–1944), deutsche Reederin
- Handorf, Heidi (* 1949), deutsche Filmeditorin
- Handorf, Heinrich (1925–2022), deutscher Architekt

### Handr
- Handrack, Hans-Dieter (* 1942), deutscher Historiker
- Handrich, Uwe (* 1959), deutscher Rennrodler
- Handrick, Gotthard (1908–1978), deutscher Sportler und Jagdflieger
- Handrick, Jörg (* 1968), deutscher Eishockeyspieler
- Handrick, Werner (1939–2018), deutscher Pädiater und Mikrobiologe
- Handrick, Willy (1920–2003), deutscher Kunsthistoriker
- Handro, Saskia (* 1969), deutsche Historikerin, Geschichtsdidaktikerin und Hochschullehrerin
- Handrup, Henrike (* 1983), deutsche Paracyclerin

### Hands
- Hands, Greg (* 1965), britischer Politiker der Konservativen Partei
- Hands, Israel, britischer Pirat
- Hands, Marina (* 1975), französische SchauspielerinMarina Hands (* 1975)

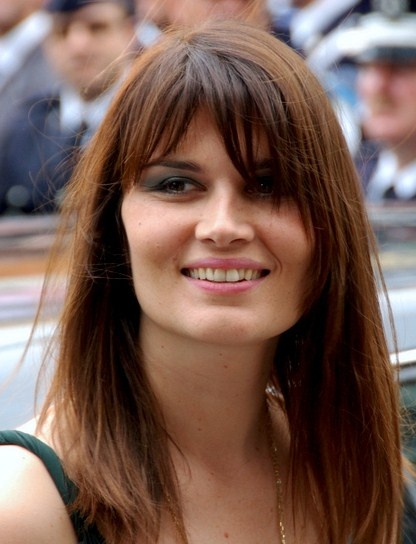
Marina Hands (* 1975)

- Hands, Terry (1941–2020), britischer Theaterregisseur und -intendant
- Hands, Tony (* 1969), englischer Squashspieler
- Handsch, Georg (1529–1578), deutsch-böhmischer Arzt und Humanist
- Handschack, Lothar (* 1948), deutscher Politiker (CDU), MdV, MdB
- Handschak, Hartmut (* 1961), deutscher Kommunalpolitiker, Landrat des Saalekreises in Sachsen-Anhalt
- Handschick, Brigitte (1939–1994), deutsche Malerin
- Handschick, Heinz (1931–2022), deutscher Grafiker und Illustrator
- Handschick, Ingeborg (1930–2011), deutsche Autorin
- Handschin, Christoph (* 1973), Schweizer Zellbiologe und Professor am Biozentrum der Universität Basel
- Handschin, Eduard (1894–1962), Schweizer Entomologe und Museumsdirektor
- Handschin, Elisabeth (1920–1968), Schweizer Pädagogin und Schriftstellerin
- Handschin, Emil (1928–1990), Schweizer Eishockeyspieler
- Handschin, Hans (1899–1948), Schweizer Kunstmaler und Grafiker
- Handschin, Heinrich (1830–1894), Auswanderer, Fabrikbesitzer, Fabrikant in Moskau
- Handschin, Jacques (1886–1955), Schweizer Organist, Musiker und Musikwissenschaftler
- Handschin, Lorena (* 1996), Schweizer Schauspielerin
- Handschin, Lukas (1959–2023), Schweizer Jurist und Hochschullehrer
- Handschin, Roman (* 1982), Schweizer Bobsportler und Leichtathlet
- Handschin, Ruth (1949–2020), Schweizer Künstlerin
- Handschin, Thomas (* 1973), Schweizer Bobsportler und Leichtathlet
- Handschke, Felix (* 1990), deutscher Handballspieler
- Handschke, Maik (* 1966), deutscher Handballspieler und -trainer
- Handschmann, Susanne (* 1959), österreichische Eistänzerin
- Handschucher, Joachimus (1681–1735), Bildhauer
- Handschuh, Andreas (* 1973), deutscher Verwaltungsjurist und politischer BeamterAndreas Handschuh (* 1973)

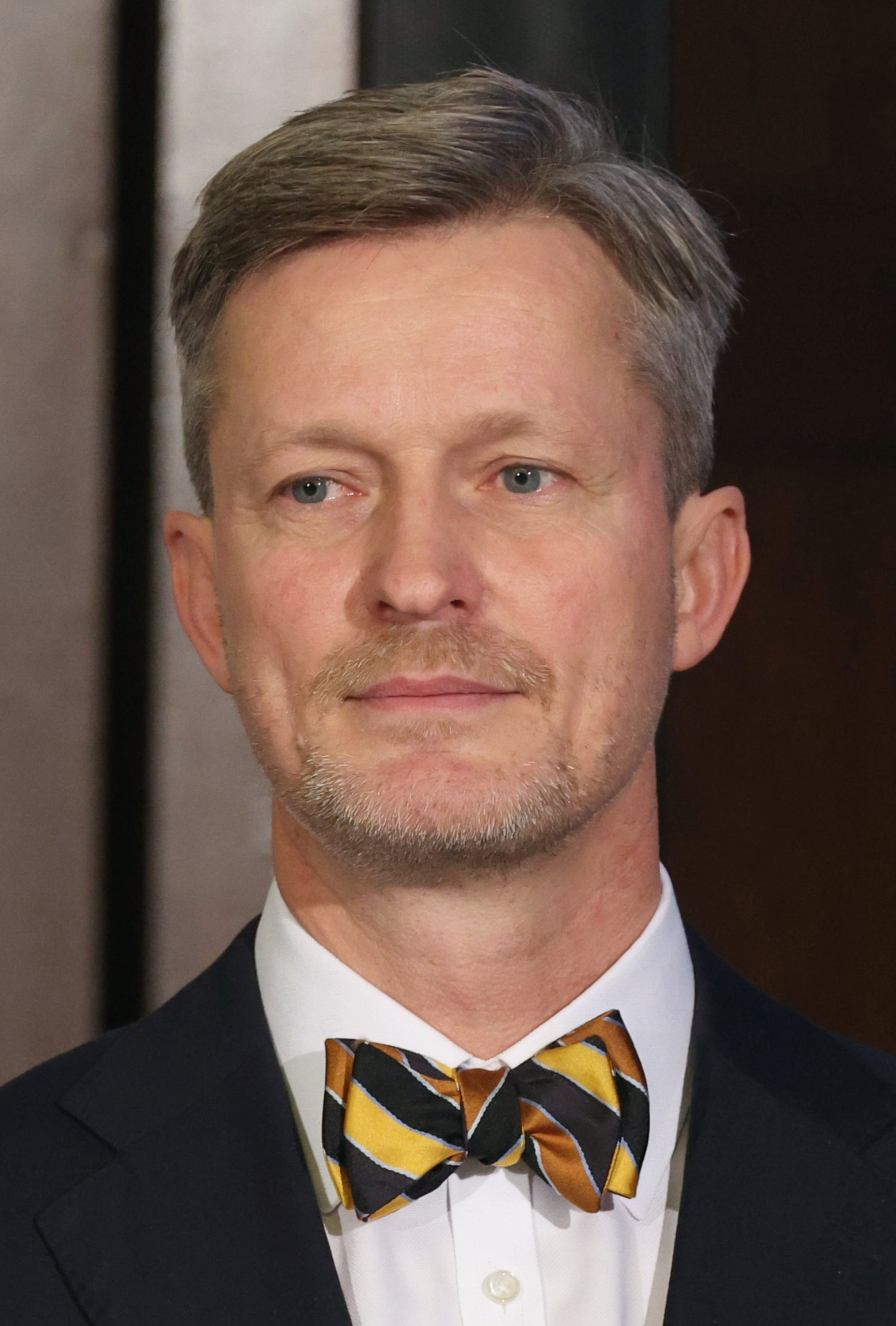
Andreas Handschuh (* 1973)

- Handschuh, Christian (* 1976), deutscher römisch-katholischer Theologe
- Handschuh, Johann Friedrich (1714–1764), deutscher lutherischer Pastor und Missionar
- Handschuh, Karl-Heinz (* 1947), deutscher Fußballspieler
- Handschuh, Siegfried (* 1970), deutscher Informatiker
- Handschuh, Steffen (* 1980), deutscher Fußballspieler
- Handschuh, Timo (* 1975), deutscher Dirigent, Organist und Professor
- Handschuher, Christian (1651–1731), deutscher Bildhauer des Barock
- Handschuher, Vitus (1672–1703), Bildhauer
- Handschuhmacher, Adolf (1899–1980), deutscher LDPD-Funktionär, MdL Thüringen, MdLK
- Handschuhmacher, Walter (1904–1987), deutscher Schwimmer
- Handschumacher, Ernst Wilhelm (1924–2014), deutscher Jurist
- Handschumacher, Heini (1907–1944), deutscher Schauspieler und Komiker
- Handschumacher, Johannes (1887–1957), deutscher Jurist und Politiker (Zentrum, CDU), MdB
- Handschur, Hani (1972–2001), islamistischer TerroristHani Handschur (1972–2001)

Hani Handschur (1972–2001)

- Handsjuk, Kateryna (1985–2018), ukrainische Bürgerrechts-Aktivistin und Attentatsopfer
- Handsley, Tori (* 1993), britische Jazz- und Fusionmusikerin (Harfe, Komposition)
- Handsome Lake (1735–1815), indianischer Prophet der Seneca

### Handt
- Handt, Angelika (* 1954), deutsche Leichtathletin
- Handt, Gerhard (* 1935), deutscher Fußballspieler
- Handt, Hartmut (* 1940), deutscher Schriftsteller
- Handt, Roger (* 1945), deutscher Hörfunkmoderator
- Handtke, Friedrich (1815–1879), deutscher Kartograf
- Handtke, Holger (* 1968), deutscher Schauspieler
- Handtke, Tobias (* 1976), deutscher Kommunalpolitiker (SPD), Bürgermeister von Neu Wulmstorf
- Handtmann, Arthur (1927–2018), deutscher Unternehmer
- Handtmann, Eduard (1842–1912), deutscher evangelischer Geistlicher und Autor
- Handtwig, Gustav Christian von (1712–1767), Medizinprofessor und mecklenburgischer Hofrat
- Handtwig, Karl Reinhold von (1737–1792), deutsch-baltischer Ritter und Generalleutnant in der Kaiserlich-russischen Armee

### Handw
- Handwanus, Fürst von Duna
- Handwercher, Franz Sales (1792–1853), deutscher katholischer Pfarrer
- Handwerck, Christian (* 1971), deutscher Autor und Heimatforscher in Ulla bei Weimar
- Handwerck, Eduard (1824–1883), deutscher Maler
- Handwerk, Richard (1894–1980), deutscher Schauspieler, Theaterleiter und -regisseur sowie Hörspiel- und Synchronsprecher
- Handwerker, Berthold (1920–2002), deutscher SED-Funktionär und Botschafter
- Handwerker, Hermann Otto (* 1940), deutscher Mediziner und Neurophysiologe
- Handwerker, Nathan (1892–1974), polnisch-amerikanischer Unternehmer
- Handwerker, Otto (1877–1947), deutscher Bibliothekar
- Handwerker, Rudolf (1944–2024), deutscher Kommunalpolitiker
- Handwerker, Tim (* 1998), deutscher Fußballspieler

### Handy
- Handy, Captain John (1900–1971), US-amerikanischer Jazzmusiker
- Handy, Charles (1932–2024), irischer Wirtschafts- und Sozialphilosoph
- Handy, Craig (* 1962), US-amerikanischer Jazzsaxophonist
- Handy, Edward Smith Craighill (1892–1980), US-amerikanischer Ethnologe
- Handy, George (1920–1997), US-amerikanischer Jazzmusiker (Piano, Arrangement, Komposition)
- Handy, Henry Jamison (1886–1983), US-amerikanischer Schwimmer und Wasserballspieler
- Handy, John (* 1933), US-amerikanischer Jazzmusiker
- Handy, John W. (* 1944), US-amerikanischer General
- Handy, Katherine (1902–1982), US-amerikanische Musikerin und Autorin
- Handy, L. Irving (1861–1922), US-amerikanischer Politiker
- Handy, Marguerite, kamerunische Sprinterin
- Handy, Mark (* 1958), schweizerisch-US-amerikanischer Geologe
- Handy, Nicholas C. (1941–2012), britischer Chemiker
- Handy, Russell J., US-amerikanischer Offizier, Generalleutnant der US Air Force
- Handy, Thomas T. (1892–1982), US-amerikanischer General, Oberbefehlshaber der US Army in Europa
- Handy, W. C. (1873–1958), US-amerikanischer Komponist, Trompeter und BandleaderW. C. Handy (1873–1958)

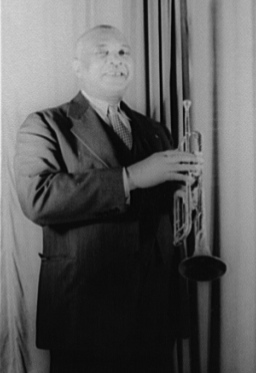
W. C. Handy (1873–1958)

### Handz
- Handžić, Haris (* 1990), bosnisch-herzegowinischer Fußballspieler
- Handzlik, Małgorzata (* 1965), polnische Politikerin, MdEP
- Handzlik, Mariusz (1965–2010), polnischer Politiker, Mitglied des Sejm
- Handzuš, Michal (* 1977), slowakischer Eishockeyspieler